# Melanie Rinaldi
Melanie Rinaldi (* 12. August 1979 in Montreal) ist eine kanadische Wasserspringerin. Sie startet für den Verein CAMO Natation Montreal im Kunstspringen vom 1-m- und 3-m-Brett und im 3-m-Synchronspringen. Trainiert wird sie von              Cesar Henderson und Aaron Dziver.
Rinaldi kam mit 14 Jahren und damit erst relativ spät zum Wasserspringen. Ihren ersten Erfolg erreichte sie im Jahr 2002. Bei den nationalen Meisterschaften wurde sie vom 3-m-Brett Dritte und qualifizierte sich damit für die Commonwealth Games in Manchester. Dort wurde sie vom 1-m-Brett Sechste und vom 3-m-Brett Siebte. Drei Jahre später nahm sie in Montreal erstmals an einer Weltmeisterschaft teil. Dort errang sie vom 3-m-Brett Rang zehn. Bei den Commonwealth Games 2006 in Melbourne gewann Rinaldi ihre bislang einzige Medaille bei einer internationalen Meisterschaft. Mit Rebecca Barras erreichte sie Silber im 3-m-Synchronspringen. Im Jahr 2009 errang sie ihren ersten nationalen Titel. Mit ihrer neuen Partnerin Jennifer Abel startete sie bei der Weltmeisterschaft in Rom und wurde im 3-m-Synchronspringen Vierte.
Rinaldi hat an der University of Miami studiert. Sie startete für das Sportteam der Universität, die Hurricanes.